# Хидросфера
Хидросферата (от гръцки: ὕδωρ – вода) е съвкупността от всички води на Земята, разположени между атмосферата и твърдата земна кора (литосферата) и представлява съвкупността от океани, морета и повърхностните води на сушата. В по-широк смисъл в състава на хидросферата се включват също подземните води, ледовете и снеговете на Арктика и Антарктика, атмосферната вода, а също и водата, съдържаща се в живите организми. Основната маса от водата в хидросферата е съсредоточена в моретата и океаните, второ място по обем на водни маси заемат подземните (грунтовите) води, а трето – ледовете и снеговете в арктичните и антарктичните области. Повърхностните води на сушата, атмосферните и биологичните води съставляват по-малко от процент от общия обем на хидросферата. Химическия състав на хидросферата се приближава към средния състав на морската вода.
| Видове води                                                                     | Название            | Обем (млн.km³) | Проценти |
| ------------------------------------------------------------------------------- | ------------------- | -------------- | -------- |
| Морски и океански води                                                          | Морска и океанска   | 1370           | 94       |
| Подземни (с изключение на почвените води) води                                  | Подземна (грунтова) | 61,4           | 4        |
| Ледове и снегове (Арктика, Антарктика, Гренландия, планински ледникови области) | Лед и сняг          | 24,0           | 2        |
| Повърхностни води на сушата (езера, язовири, реки, блата, почвени води)         | Прясна              | 0,5            | 0,4      |
| Атмосферни води                                                                 | Атмосферна          | 0,015          | 0,01     |
| Води, съдържащи се в живите организми                                           | Биологическа        | 0,00005        | 0,0003   |

Повърхностните води, заемат сравнително малка част от общата маса на хидросферата, въпреки това играят важна роля в живота на нашата планета, явявайки се основен източник за водоснабдяване и напояване. Водите в хидросферата се намират в постоянно взаимодействие с атмосферата, земната кора и биосферата. Взаимодействието на тези води и взаимните им преходи от едни в други видове води съставляват сложния кръговрат на водата на земното кълбо. В хидросферата за първи път се е зародил живота на Земята. Чак в началото на палеозойската ера е започнало постепенното преселение на животни и растения на сушата.
Земята е единствената планета в Слънчевата система, на която има вода в течно агрегатно състояние. Тя покрива 71% от повърхността на Земята (97,5% от водата е солена и 2,5% – сладководна). Около 67,8% от прясната вода се намира във формата на лед в ледниците. На земната повърхност в епохата, която живеем сега са обособени четири океана и седем континента. Земната орбита, вулканичната дейност, гравитация, парников ефект, магнитно поле и богата на кислород атмосфера заедно създават подходящи условия за съществуването на вода в три агрегатни състояния на земната повърхност.
Земята се намира на такова разстояние от Слънцето, че при отсъствието на естествен парников ефект (създаван главно от водни пари и въглероден диоксид), температурата на повърхността на планетата би била под 0 градуса и всичката вода би замръзнала. Палеонтологични доказателства сочат, че преди милиарди години е имало период, в които естественият парников ефект на Земята е бил нарушен и океаните са били напълно замръзнали за период от 10 до 100 милиона години.
На други планети, като Венера например, водните пари в атмосферата са разрушени от слънчевата ултравиолетова радиация, поради което водородът е постоянно йонизиран и отнасян в междупланетното пространство от слънчевия вятър. Този ефект е бавен, но необратим, и с негова помощ учените обясняват липсата на вода на Венера. При отсъствието на водород кислородът реагира с повърхностния материал на планетата.
Високо в земната стратосфера тънкият слой озон поглъща почти изцяло ултравиолетовата радиация, идваща от Слънцето, като по този начин значително намалява йонизиращия ефект на радиацията върху водните пари. Озонът може да бъде получен само при наличието на свободен кислород в атмосферата и следователно е зависим от биосферата. Магнитното поле на Земята също помага, като блокира голяма част от слънчевия вятър (Виж йоносфера).
Вулканичните изригвания допринасят за освобождаването на допълнителни количества водна пара и въглероден диоксид в атмосферата. Земната тектоника позволява водата и въглеродният диоксид в атмосферата да се рециклират обратно в мантията под формата на скали като варовик. Според съвременни изчисления цялото количество вода, което се съдържа в мантията, е около 10 пъти по-голямо от водата в световните океани. Общата маса на хидросферата (вода на повърхността на Земята) се изчислява на 1,4×1021 kg или 0,023% от общата маса на Земята.